# Desmodium yungasense
Desmodium yungasense là một loài thực vật có hoa trong họ Đậu. Loài này được Britton miêu tả khoa học đầu tiên.